# Estación Muelle de La Boca
Muelle de la Boca fue una estación ferroviaria de cargas ubicada en Buenos Aires y perteneciente al Ferrocarril Buenos Aires al Puerto de la Ensenada. Se trataba de una bifurcación del ramal principal, a partir de una vía que se desprendía de General Brown, pasaba por Caminito y llegaba hasta el muelle a la vera de la Vuelta de Rocha.

## Historia
Fue inaugurada en 1866 por el F.C. B.A.P.E.
En 1898 el ramal fue comprado por el Ferrocarril del Sud, el cual lo operó hasta 1928.

## Servicios
Prestaba servicios de cargas desde Retiro hasta el muelle de La Boca.